# Cryptochirus coralliodytes
Cryptochirus coralliodytes is een krabbensoort uit de familie van de Cryptochiridae. De wetenschappelijke naam van de soort is voor het eerst geldig gepubliceerd in 1861 door Camill Heller.
Deze krabbensoort leeft in holtes in koraal van het geslacht Leptoria in de Rode Zee en bij de Malediven.